# 沖縄バヤリース
株式会社沖縄バヤリース（おきなわバヤリース）は、かつて日本の沖縄県において清涼飲料水の製造・販売を行っていた企業。
「バヤリース」の他、独自ブランドの清涼飲料水の製造も行っていた。
2014年12月30日、バヤリースの沖縄県でのエリアフランチャイズに係る製造・販売の権利をアサヒオリオンカルピス飲料株式会社へ譲渡した。

## 概要
沖縄県が1972年までアメリカ合衆国の施政下にあった関係で、バヤリースの販売は日本（内地）とは異なり、1950年設立の「バヤリース・カリフォルニア・オレンジ（オキナワ）」という会社が販売していた。その後、1972年の沖縄本土復帰に伴い同社は廃業したが、当時の従業員を中心に出資を集め、事業を承継したのが沖縄バヤリースである。
バヤリースのラインナップに加え、同社独自のブランドも展開している。
なお、沖縄県以外でバヤリース・ブランドを展開しているアサヒ飲料の出資を1984年から受けている。
本社は1973年から沖縄県南城市大里古堅1208に置いていた。
施設の老朽化や後継者問題などから、2014年12月26日に製造終了。同年12月30日、営業権と「沖縄バヤリース」のブランド商標権をアサヒ飲料に譲渡して解散した。
2015年以降バヤリース等の商品はアサヒカルピスオリオン飲料（現在のアサヒオリオン飲料）が製造・販売。沖縄バヤリース時代の味を継承して製造するとする記事もある。
企業としての「沖縄バヤリース」は無くなったが、廃業後はアサヒカルピスオリオン飲料→アサヒオリオン飲料の自社ブランド（商標権はアサヒ飲料から貸与されたもの）として「沖縄バヤリース」の名称が引き続き使用され、工場の施設と従業員を引き継いだものではあるが、これを機に同社としては始めて製造業に参入することとなった。祖業である販売のみに限れば、アサヒビール子会社のオリオンビールが製造のみを担当するオリオンブランドの清涼飲料水や、アサヒ飲料やエルビー製品の沖縄県における販売権も有している。

## 商品一覧
- バヤリースオレンジ（一部パッケージには「バヤリース・カリフォルニアオレンジ」と表記）
- バヤリースオレンジ カロリーオフ
- バヤリースアップル
- ippe飲む玄米自然飲料「げんまい」
- WACAMUNシリーズ
  - シークワーサー
  - グァバ
  - レモン水
  - パインオレンジ
  - ウーロン茶
  - ウーロンティー
  - はちみつレモン
- サンサンクリームソーダ
- サンサンクリームソーダ ゼロカロリー
- ハイアーズ・ルートビアー（製造中止）

若干値段が高い商品でノニジュース・シリーズがあり、特に化粧箱入りのものが高級である。
※一部商品は契約上、沖縄県内のみの販売である。この関係で主力商品のバヤリース・オレンジは同社の通信販売でも扱っていない。ただし、沖縄限定販売の商品を販売しているネットショップもあり、全国で購入が可能。

## アサヒ飲料製バヤリースオレンジとの違い
前身会社が創業した1950年当時、アメリカ施政下だったため、沖縄のバヤリースはアメリカから輸入したオレンジ濃縮ベースをそのまま使用することが出来た。一方、日本本土のバヤリースは、当時行われていたオレンジの輸入制限などから、日本産の柑橘果汁などを使い、近い風味で作られ、元になるベースが異なっていた。また日本本土のバヤリースは1992年以降リニューアルを重ねて味や風味が大きく変わったのに対し、沖縄バヤリースのバヤリースオレンジは1950年代から現在に至るまで、味や見た目にほとんど変更が加えられていない。
以下の点が本土のアサヒ飲料製品との主な違いである。
- アサヒ飲料製
  - オレンジ果汁の含有率が10%・20%・50%の製品がある（10%・50%はリターナブル瓶のみ）
  - 果汁はオレンジとみかんのブレンド
  - 色は薄いオレンジ色
  - ペットボトルは角形ボトル
- 沖縄バヤリース製
  - オレンジ果汁の含有率は10%のみ
  - 果汁はオレンジのみ
  - 色は濃いオレンジ色
  - ペットボトルは六角型ボトル

### 補足
1. ↑  1960年にアメリカンボトリングに社名変更[3]
2. ↑  その他、UCC上島珈琲（現在は子会社の沖縄ユーシーシーコーヒー名義）も1983年から同社の主要な株主に名を連ねている[3]。
3. ↑  12月31日を解散日とする記事もある[6]